# Jamil Sayyed
 (octobre 2016).
Si vous disposez d'ouvrages ou d'articles de référence ou si vous connaissez des sites web de qualité traitant du thème abordé ici, merci de compléter l'article en donnant les références utiles à sa vérifiabilité et en les liant à la section « Notes et références ».
Jamil Sayyed (né dans la Békaa en 1950), fut le directeur général de la Sûreté Générale libanaise et exerça un rôle politique majeur dans le pays. Il fut même considéré par plusieurs comme la figure politique la plus puissante au Liban entre les années 1991-2005.
Dans l’Armée libanaise qu’il intègre en 1968, Major de Promotion à l'Académie militaire, Sayyed reçut le grade de sous-lieutenant en 1971 et fut envoyé en France pour un stage d'un an à l’École Militaire de l'Arme Blindée à Saumur. En 1974, il suivit un entraînement militaire de six mois en Égypte comme expert de missiles anti chars. En 1977 de nouveau en France pour un cours de Capitaine de six mois. En 1982 il suivit un Stage de six mois de Renseignement Militaire Tactique aux États-Unis (Arizona). Il fut breveté État Major à la suite d'un stage de deux ans au Liban de 1995 à 1997
Il se spécialise dans le renseignement dès 1977. En 1982, le Lt Col Jamil Sayyed est chef adjoint des services de renseignement libanais dans la Békaa et devient le chef de ce service en 1983.
Entre 1989 et 1990, Jamil Sayyed est chargé de la sécurité du nouveau Président de la république Elias Hraoui et fonde la Garde Présidentielle Temporaire.
En 1991, il devient numéro 2 des services de renseignement de l’Armée libanaise et est promu au grade de Général de Brigade, il établit alors la stratégie de la réunification et de la fusion communautaire de l'Armée Libanaise qui était disloquée en unités confessionnelles et religieuses durant la guerre civile et réussit à sa nouvelle structuration qui dure jusqu'aujourd'hui.
Très proche du général Émile Lahoud, ancien commandant en chef de l’Armée, le Général de Division Jamil Sayyed est nommé directeur général de la Sûreté Générale en décembre 1998 jusqu'à mai 2005.
En 1985, il survit à une tentative d’assassinat. Il joua un rôle décisif en faveur de l'accès d'Émile Lahoud à la Présidence de la république. Néanmoins, leur relation a été souvent tendue, à cause du rôle que menaient des proches de Lahoud, notamment le clan Murr contre l'influence de Sayyed auprès du president.
Durant ses fonctions Sayyed effectua plusieurs visites officielles en Europe et surtout en France, Suisse, Allemagne, Italie… Il fut nommé comme chef du Groupe de Négociations militaires pour le retrait israélien du Sud Liban en 2000 face à l'envoyé onusien Thierry Road Larsen. Il représenta le Gouvernement libanais avec les intermédiaires allemands dans les négociations pour l'échange des prisonniers libanais et israéliens entre 2001 et 2003. Il fut membre officiel dans toutes les délégations libanaises aux Sommet Arabes.
Il effectua le rôle de principal coordinateur entre les autorités libanaises, la Force des Nations unies (FINUL) et la Résistance Libanaise au Sud Liban de 1992 à 2005.
Sayyed a reçu plusieurs décorations libanaises et étrangères dont celle de Commandeur à la Légion d'Honneur Française
Il joua un rôle décisif en 2004 pour obtenir la prorogation du mandat d’Émile Lahoud et l’éviction de Rafiq Hariri du gouvernement, au profit d'Omar Karamé, jugé plus docile.
Sa position va vaciller à la suite de l'assassinat le 14 février 2005 de Hariri. Très vite, des slogans réclamant sa démission et son arrestation sont brandis lors des manifestations de la Révolution du Cèdre.
Avec l’arrivée du gouvernement de Najib Mikati au pouvoir, en avril 2005, Sayyed démissionna à la suite des pressions politiques qui ont suivi l'assassinat de Hariri.
Sayyed fut arrêté par la justice libanaise juste après sa démission pendant quatre ans, sa détention a été qualifiée de politique et arbitraire en violation des articles 9 et 14 du Pacte International des droits politiques et civiles, selon le Rapport du 30 nov. 2007 du groupe de travail pour la détention arbitraire émanant du Haut Commissariat des Nations unies des Droits de l'Homme à Genève. De même les rapports du Secrétaire d'État Américain des années 2008 et 2009 ont qualifié cette détention d'arbitraire.
Le Gl Sayyed fut libéré immédiatement et sans conditions par le Tribunal Spécial pour le Liban (TSL) qui a considéré par sa Décision du 29 avril 2009 qu'il ne peut être considéré ni suspect ni accusé, que sa détention n’était pas conforme à aucune des normes de la justice internationale et qu'elle fut basée sur des faux témoins et des témoins non crédibles.
Par sa Décision du 12 mai 2011 ce même Tribunal a autorisé la remise au Gl Sayyed de tous les éléments de preuve relatifs aux faux témoins ayant causé sa détention arbitraire afin de lui permettre de les poursuivre devant les justices nationales compétentes.
Dès 2012 et après la livraison de ces éléments de preuve, Sayyed a entamé plusieurs actions judiciaires au Liban et ailleurs contre les faux témoins et leurs partenaires qui ont causé sa détention politique et arbitraire pour quatre ans, et notamment contre les deux faux témoins syriens Zouheyr Siddik et Hutham Hutham, les juges libanais Said Mirza, Elias Eid et Sakr Sakr, les ex ministres Marwan Hamade et Charles Rizk, le Général Ashraf Rifi, le Col. Wissam Hassan et l'ex ambassadeur Johny Abdo parmi d'autres. Des mandats d’arrêt syriens ont été issus contre eux. De même la cour pénale de Paris a condamné récemment Johny Abdo en septembre 2014 pour diffamation contre Sayyed sur la base de faux témoins.
Sayyed fait actuellement partie de la scène politique libanaise.Il a été élu membre du Parlemant Libanais depuis 6 mai 2018, avec un classement phénoménal où il a eu le troisième nombre de voix électorales au niveau du Liban.